# Будогоский, Эдуард Анатольевич
Будогоский Эдуард Анатольевич (1903—1976) — советский график, художник-иллюстратор.

## Биография
Эдуард Анатольевич Будогоский родился в 1903 году в Златоусте. Учился в Варшавском кадетском корпусе, где приобрёл первые навыки рисования.
Обучался в рисовальной школе при ОПХ, впоследствии — во ВХУТЕИНе (1922—1926 годы). Одним из преподавателей был П. Шиллинговский. Трудился в Государственном издательстве, где под руководством В. В. Лебедева окончательно завершилось профессиональное становление художника. В издательстве занимался оформлением книг.
Был одним из немногих советских книжных иллюстраторов, при подготовке книжных иллюстраций использовавших технику гравюры на дереве. Работал в технике ксилографии.
Во время блокады был в Ленинграде. Ближе к концу войны был призван на фронт, воевал в Австрии и Чехословакии.
Большая часть гравюрных досок и бумажных работ погибли во время блокады Ленинграда.
После Великой Отечественной войны вернулся в Ленинград, но не сумел восстановить творческую активность довоенного уровня.

## Известные работы
- Иллюстрации к книге О. Берггольц «Запруда»

- «Большие ожидания» Чарльза Диккенса

- Иллюстрации к книге «Приключения Тома Сойера» Марка Твена (1934 г.).